# アドリアン・デュブーシェ国立博物館
アドリアン・デュブーシェ国立博物館 （フランス語: Musée national de la porcelaine Adrien-Dubouché） は、フランス、リムーザンの都市リモージュにある博物館。地元の特産リモージュ磁器など約11,000点の磁器コレクションを所蔵し（1998年現在）、4,000点が展示されている。

## 歴史
起源は1845年に設立された「オート＝ヴィエンヌ県立美術館」である。1852年、地元の成長産業として期待された磁器製造業に関連する陶芸部門が追加された。それまでは美術館として、絵画、彫刻、古銭、工芸品および古代ローマの石碑などが展示されており、それはそれで十分な所蔵品だったという。
1865年、アドリアン・デュブーシェが館長に就任した。彼は翌年の1866年、個人蔵の400点の磁器をこの県立美術館に寄贈した。また、1875年に美術史家でコレクターのアルベール・ジャックマール (Albert Jacquemart)が死去すると、友人であったアドリアン・デュブーシェはそのコレクション587点を買い取り、これも全て寄贈した。この功績によりリモージュ市は美術館に彼の名を冠することを決定した。
1868年には装飾美術学校を併設し、後進の育成にもつとめた。
1881年にアドリアン・デュブーシェは死去したが、その頃にはコレクションが増大しすぎていたため、管理は美術学校ともどもフランス国に移管された。その後1896年に建物を新しくする工事が始まり、1900年に現在の姿となった。この時に名称も現在のアドリアン・デュブーシェ国立博物館となった。
2011年に併設されていた美術学校が移転したため、その跡地を利用して展示スペースの拡張が行われ、2012年再オープンした。
なお、当初展示されていた絵画や彫刻類はリモージュ市立博物館が所蔵している。

## 建築
現在も残る1900年に建設された建物は折衷様式の外観をもつ。1階部分にはアーケード列がめぐり、2階部分はズグラッフィートで化粧されている。建物内部の床や天井にはアール・ヌーヴォーを意識したモザイクが施されている。1階と2階との間の踊り場にあるステンドグラスはMarcel Delon による作品。旧美術学校ともども「歴史的記念建造物」に登録されている。

## 日本との関わり
1998年に始まった「日本におけるフランス年（日仏関係の『1998年』を参照）」にあわせ、日本各地で本項博物館から200点あまりの作品を紹介する展示会が行われた。開催地は大丸ミュージアム・東京、北九州市立美術館、大丸ミュージアム神戸で、主催は朝日新聞社（北九州市立美術館では同館も併記）、後援はフランス大使館という陣容であった。

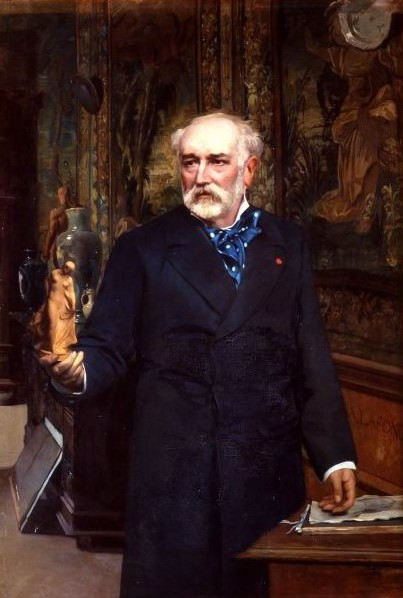
アドリアン・デュブーシェの肖像

## アドリアン・デュブーシェ
アドリアン・デュブーシェ（Adrien Dubouché、1818年-1881年）はフランスの実業家で美術評論家。リモージュの貴族の家に生まれた。家業は毛織物店などを経営していた。結婚後、義父の家業を手伝い実業家として成功を収めた。余暇にはパリのサロンで文化人と交友を深め陶芸と製陶業に熱中した。リモージュの県立美術館の館長となってからは先述の通り多くのコレクションを寄贈し、死去するまでに総数4,000点ほどを寄贈した。コレクターとしてだけではなく、評論家としても評価は高く1878年のパリ万国博覧会では展示品の買い付け役とともに審査委員にもなり、「陶芸の分野ではフランス内外でもっとも精通した人物」との評を受けた。レジオンドヌール勲章や国民教育勲章も授与された。